# 堀川基俊
堀川 基俊（ほりかわ もととし）は、鎌倉時代の公卿。正二位権大納言。亀谷大納言と号す。太政大臣堀川基具の二男。母は参議平惟忠女。

## 『徒然草』と基俊
『徒然草』第99段と第162段に基俊の名前が登場するが、いずれも基俊本人にまつわる話ではなく、基俊が検非違使別当に補されていた時の出来事が伝聞的に記されている。

## 鎌倉に下る
正応2年（1289年）10月、久明親王が将軍として鎌倉に下向した時に付き従って鎌倉に東下した。同様の内容が『増鏡』にも見えている。この東下は久明親王の共をしてのことであったと『増鏡』（下）の解説にもある。
また鎌倉に下る直前の様子は『吉続記』にも記述がある。

## 経歴
以下、『公卿補任』及び『尊卑分脈』に基づいて記述する。

- 文永4年（1267年）10月3日、叙爵。同月5日、侍従に任ぜられる。
- 文永5年（1268年）1月5日、従五位上に昇叙。同月29日、左少将に任ぜられる。
- 文永6年（1269年）3月27日、石見権介を兼ねる。
- 文永7年（1270年）1月5日、正五位下に昇叙。
- 文永8年（1271年）1月5日、従四位下に昇叙。同年2月1日、左少将に遷る。
- 文永11年（1274年）2月20日、美作介を兼ねる。
- 建治元年（1275年）10月17日、従四位上に昇叙[5]。
- 建治2年（1276年）12月24日、正四位下に昇叙。
- 建治3年（1277年）1月29日、左中将に転任。
- 弘安3年（1280年）2月12日、尾張権介を兼ねる。
- 弘安4年（1281年）4月2日、禁色を許される。
- 弘安6年（1283年）3月28日、参議に任ぜられる。左中将は元の如し。同年9月8日、従三位に昇叙。
- 弘安7年（1284年）1月13日、出雲権守を兼ねる。
- 弘安8年（1285年）4月10日、左兵衛督を兼ね検非違使別当に補される。
- 弘安9年（1286年）9月2日、権中納言に転任。左兵衛督検非違使別当は元の如し。同年10月28日、正三位に昇叙。左兵衛督と検非違使別当を辞す。
- 正応2年（1289年）1月5日、従二位に昇叙（院当年御給）。
- 正応3年（1290年）11月27日、正二位に昇叙。
- 正応4年（1291年）7月29日、権大納言に転任。
- 正応5年（1292年）3月29日、権大納言を辞す。
- 文保3年（1319年）4月3日、頓薨。享年59。

## 系譜
- 父：堀川基具（1232-1297）
- 母：平惟忠娘
- 妻：不詳
  - 男子：堀川基明
  - 男子：堀川基親